# Universidade de Nagoya
Universidade de Nagoya (名古屋大学, Nagoya daigaku), abreviado para Meidai (名大), é uma universidade nacional japonesa com sede em Chikusa-ku, Nagoya. É a última Universidade Imperial do Japão e entre as sete universidades nacionais. É a terceira melhor instituição de ensino superior classificada no Japão (77 do mundo).

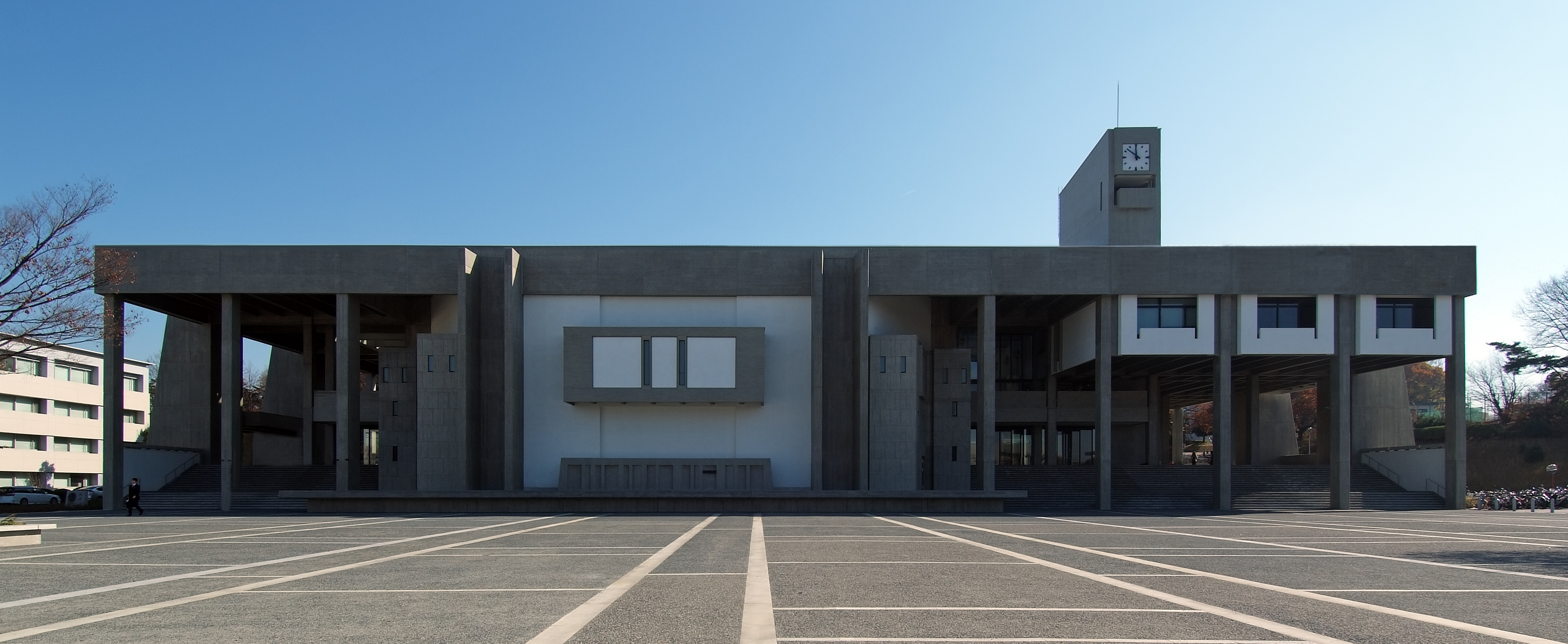
O Auditório Toyoda da Universidade de Nagoya, construída por Fumihiko Maki.

A universidade tem 3 campus distribuídos em Nagoya e é dividida em 9 faculdades.

## Prêmio Nobel
Seis antigos alunos e professores da Universidade de Nagoya receberam o Prêmio Nobel.
- Hiroshi Amano, 2014: física.
- Isamu Akasaki, 2014: física
- Makoto Kobayashi, 2008: física.
- Toshihide Maskawa, 2008: física.
- Osamu Shimomura, 2008: química.
- Ryoji Noyori, 2001: química.